# 山西規喜
山西 規喜（やまにし のりき、7月5日 - ）は大阪府出身の俳優、タレント、である。日本放映プロ株式会社に所属。

## 人物
- 血液型・A型。身長・166 cm、体重・58.5 kg。
- 特技は陸上（主に短距離走、砲丸投げ）。
- 2001年より芸能活動開始。代表作の土曜ドラマ (NHK)「ボーダーライン (テレビドラマ)」では、消防隊員の役を演じている。[1]
- 映画「パッチギ！」「クローズＺＥＲＯ」にも出演。[2]

## 主な作品

### 映画
- i ai
- HOKUSAI - 喜助役
- 燃えよ剣
- ちはやふる－結び－
- 本能寺ホテル
- 関ケ原
- マンハント
- 日本のいちばん長い日
- パッチギ！
- クローズZERO

### ドラマ
- 科捜研の女（ABC|2007年）
- 科捜研の女（ABC|2011年）
- 連続テレビ小説「純と愛」（NHK|2012年)
- 連続テレビ小説「ごちそうさん」（NHK|2013年)
- 遺品整理人 谷崎藍子（MBS|2013年)
- 夫婦善哉（NHK|2013年)
- 連続テレビ小説「マッサン」（NHK|2014年)
- ボーダーライン (テレビドラマ)（NHK|2014年） - 連島真吾役
- 経世済民の男（NHK|2015年） - 学生役
- 連続テレビ小説「べっぴんさん」（NHK|2016年) ｰ マサハル役
- ちかえもん（NHK|2016年） - 菊介役
- 連続テレビ小説「わろてんか」（NHK|2017年）- 芸人役
- 悪魔が来りて笛を吹く（NHK BS2018年） - 植松役
- いだてん〜東京オリムピック噺〜（NHK|2019年）
- 連続テレビ小説「おちょやん」（NHK|2020年）- 仕出し屋の主人役
- 歴史探偵（NHK|2021年）
- わげもん (NHK|2021年) 牢番役
- 科捜研の女　Season21（ABC|2022年） ｰ 南郷朋親 役
- 連続ドラマW 眼の壁（2022年、WOWOW）[3]
- 探偵ロマンス（NHK|2023年）
- 連続テレビ小説ブギウギ（NHK|2023年） - 劇団員役
- 昔はおれと同い年だった田中さんとの友情　- 小岩井役

### CM
- J-COM
- 金鳥
- ダイワハウス
- ソフト99コーポレーション
- コールド大関
- 日本フルハップ
- モノタロウ
- 京都島津
- ほっかほっか亭
- スパワールド
- CO・OP共済
- ヒガシマル
- 日本直販
- 農業会議

### 情報番組
- おはよう朝日です（ABC)
- サタデープラス（MBS)

### バラエティ
- マルコポロリ！（KTV）
- よ～いドン！（KTV)
- 関西リーダー列伝（TVO）
- もしものマネー道（TVO)
- OSAKA　LOVER（TVO)
- 見取り図のマンゲキ動画
- 歴史探偵ヒストリア（NHK)
- ビーバップ！ハイヒール（ABC）
- 過ぎるTV（ABC)